# Grande Concepción
Grande Concepción é a segunda maior aglomeração no Chile, depois de Santiago, com 949.023 habitantes . 
De acordo com o Instituto Nacional de Estatística (Espanhol: Instituto Nacional de Estadística, INE), a projeção populacional para 2008 foi de 972.741 habitantes.
Ela leva o seu nome a partir da Cidade de Concepción, capital regional e principal cidade.

## Comunas
A Grande Concepción é uma união de dez comunas na atualidade, localizada na província de Concepción, das quais em duas destas comunas estão as maiores cidades da metrópole: cidades de Concepción e Talcahuano. O núcleo urbano da Grande Concepción fica na comuna de Concepción.
Esta metrópole inclui 10 das 12 comunas da província. (Quase todas).
Geralmente, considera-se essas dez comunas como uma só cidade, conhecida como a cidade de Concepción ou, simplesmente, Concepción. (E, para diferenciá-la da comuna homônima, essa comuna é chamada de Concepción-centro).
Estas comunas são :
| - Chiguayante (com 85.689 hab.), - Concepción (com 229.665 hab. [Proj. INE]), - Coronel (com 108.855 hab.), - Hualpén (com 92.975 hab.), | - Hualqui (com 23.016 hab.), - Lota (com 48.895 hab.), - Penco (com 46.265 hab.), - San Pedro de la Paz (com 121.650 hab.), | - Talcahuano (com 151.524 hab.) e - Tomé (com 54.770 hab.). |

Total: A Grande Concepción tem uma população de 963.304 habitantes.
(Baseados nos resultados da Projeção INE. Censo 2012.).

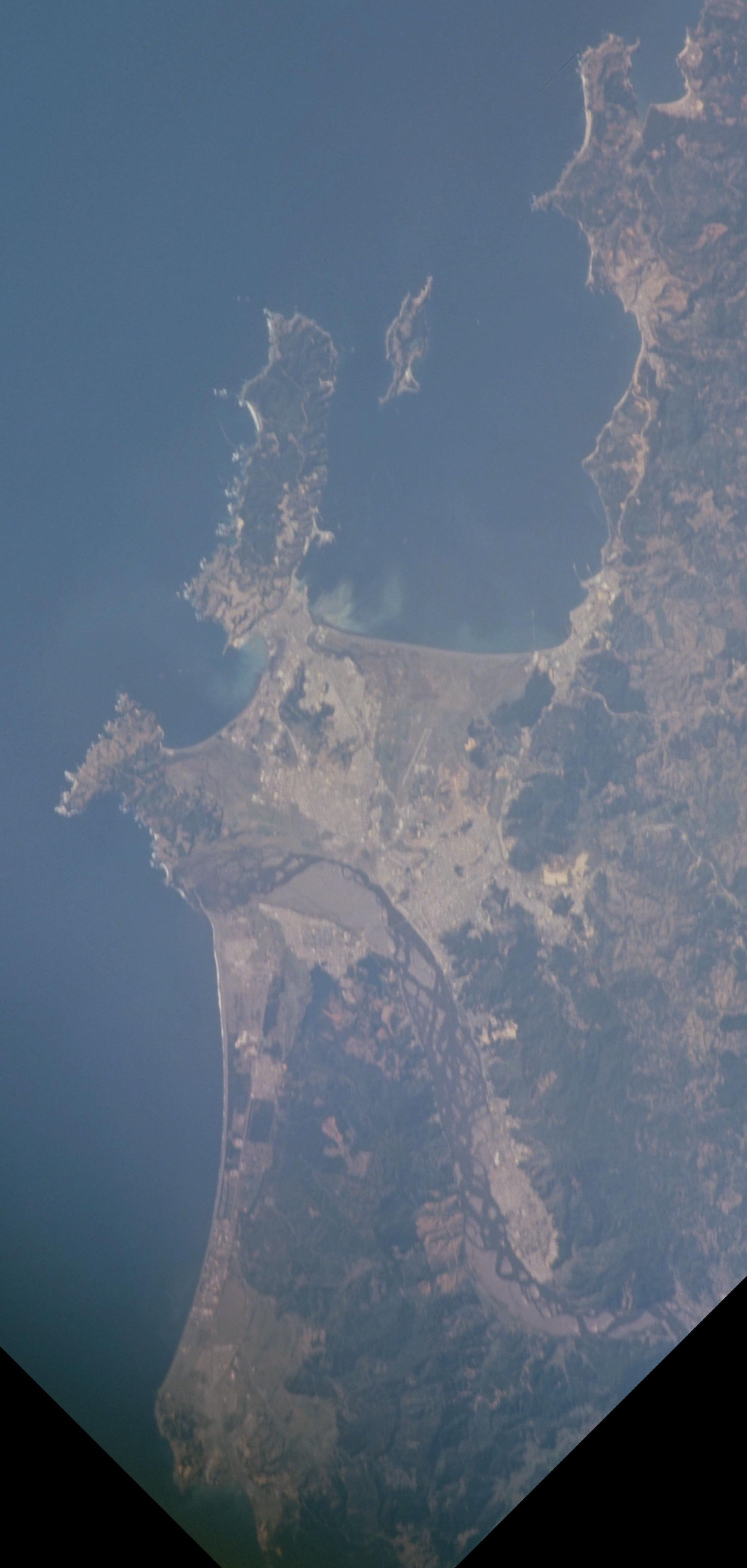
Imagem de satélite da Grande Concepción.

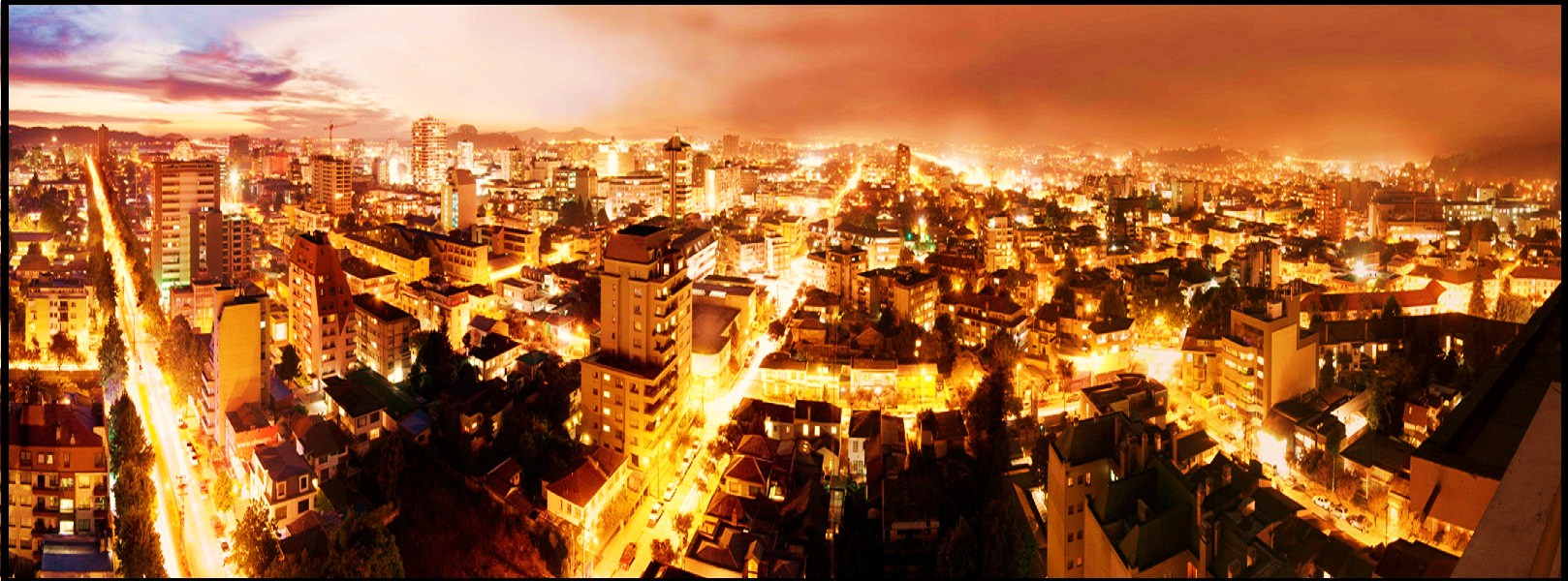
Imagem Panorâmica da Grande Concepción

### Estrutura local
| Comuna              | Fundação               | Prefeito atual                 |
| ------------------- | ---------------------- | ------------------------------ |
| Concepción          | 22 de dezembro de 1891 | Álvaro Ortiz Vera              |
| Talcahuano          | 22 de dezembro de 1891 | Henry Campos Coa               |
| Coronel             | 22 de dezembro de 1891 | Boris Chamorro Rebolledo       |
| Hualqui             | 22 de dezembro de 1891 | Ricardo Fuentes Palma          |
| Penco               | 22 de dezembro de 1891 | Víctor Hugo Figueroa Rebolledo |
| Lota                | 13 de janeiro de 1927  | Mauricio Velasquez Valenzuela  |
| Tomé                | 1 de julho de 1963     | Eduardo Aguilera Aguilera      |
| San Pedro de la Paz | 19 de dezembro de 1995 | Audito Retamal Lazo            |
| Chiguayante         | 28 de junho de 1996    | José Antonio Rivas             |
| Hualpén             | 15 de março de 2004    | Katherine Torres Machuca       |

## Gentílico
O gentílico para os habitantes da Grande Concepción é pencopolitano, -a ("penquista" mais "metropolitano") e também penquista (/pêŋ.'kis.ta/).
Um nome alternativo e mais bem popular para designar a esta urbe é: Pencópolis (Pencópole, em português).

## Educação

### Universidades
- Universidade de Concepción (comuna: Concepción)
- Universidade do Bío-Bío (comuna: Concepción)
- Universidade Católica da Santíssima Conceição (comuna: Concepción)
- Universidade Técnica Federico Santa María (comuna: Hualpén)
- Universidade de Los Lagos (comuna: Concepción)
- Universidade del Desarrollo (comuna: Concepción)
- Universidade San Sebastián (comuna: Concepción)
- Universidade Andrés Bello (comuna: Talcahuano)
- Universidade Santo Tomás (comuna: Concepción)
- Universidade Tecnológica de Chile (comuna: Talcahuano)
- Universidade de las Américas (comuna: Concepción)
- Universidade La República (comuna: Concepción)
- Universidade ARCIS (comuna: Concepción)
- Universidade Bolivariana (comuna: Concepción)
- Universidade Pedro de Valdivia (comuna: Concepción)
- Universidade del Pacífico (comuna: Concepción)

### Institutos
- Instituto Profesional INACAP (comuna: Talcahuano)
- Instituto Profesional DuocUC (comuna: Concepción)
- Instituto Profesional Santo Tomás (comuna: Concepción)
- Instituto Profesional AIEP (comuna: Concepción)
- Instituto Profesional Providencia (comuna: Concepción)
- Instituto de Estudios Bancarios Guillermo Subercaseaux (comuna: Concepción)
- Instituto Profesional Virginio Gómez (comuna: Concepción)
- Instituto Profesional Diego Portales (comuna: Concepción)
- Instituto Tecnológico UCSC (comuna: Talcahuano)
- Instituto Profesional La Araucana (comuna: Concepción)
- Instituto Profesional Valle Central (comuna: Concepción)

## Transporte
- Os Ônibus Ofertados da Grande Concepción:

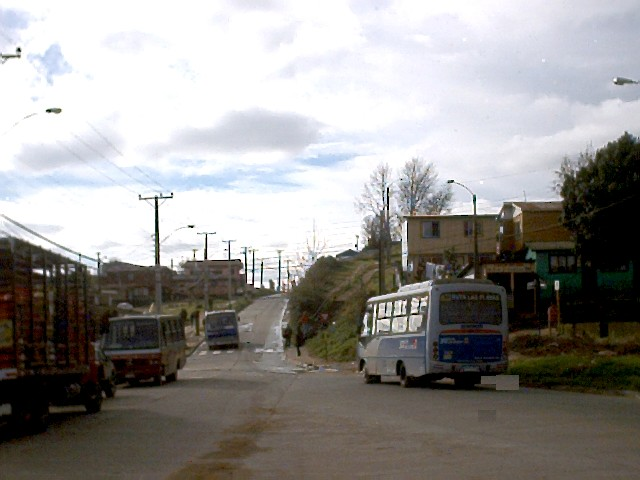
Ônibus de transporte de passageiros público (Azul com prateado, no costado direito) Ruta las Playas, circulando por um dos seus recorridos na povoaçăo Cerro Verde Alto em Penco.

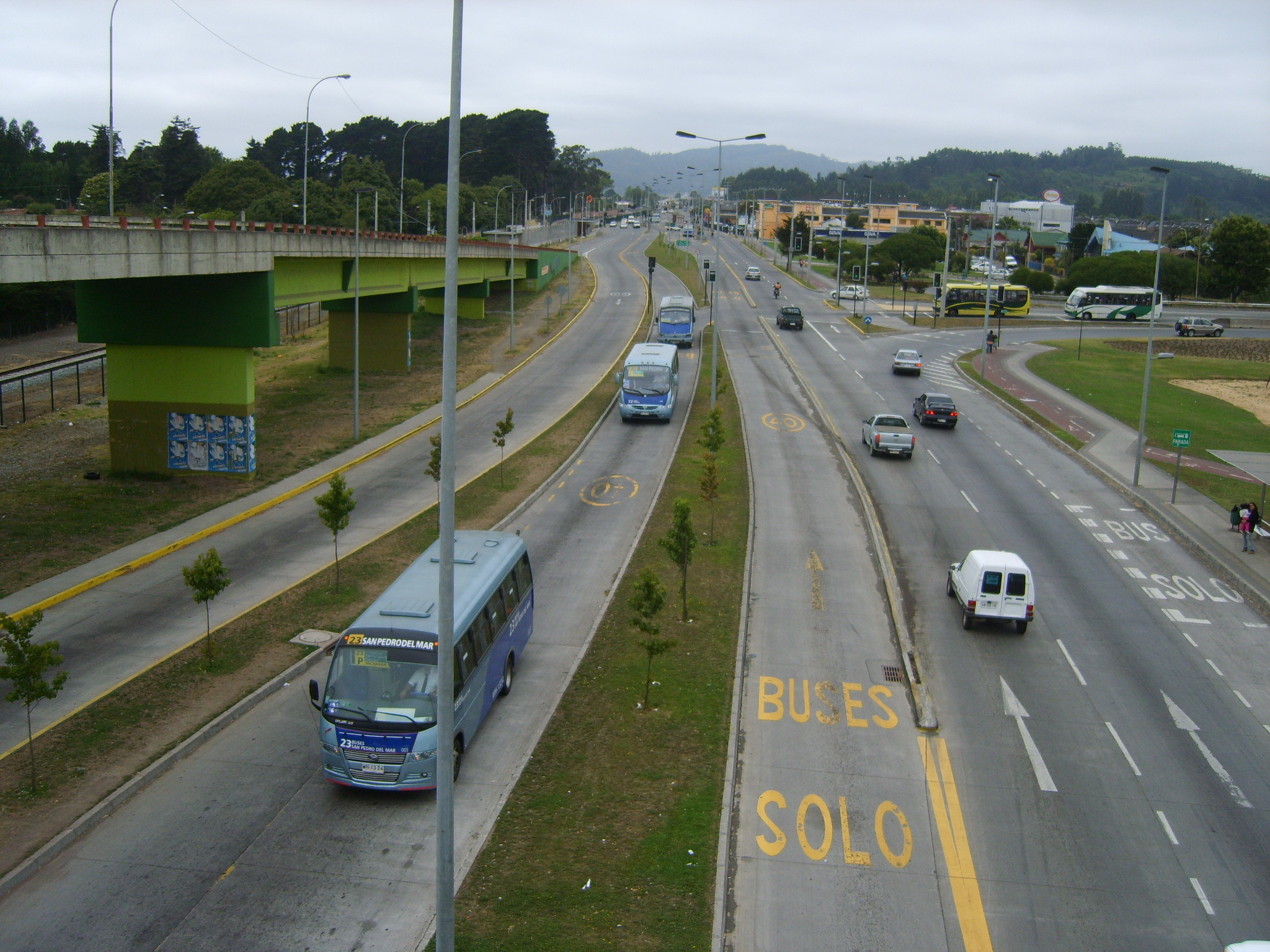
Corredor exclusivo de Ônibus na Av. Pedro Aguirre Cerda, San Pedro de la Paz.

 Os Ônibus urbanos ofertados transitam pelas comunas de Concepción, Talcahuano, Hualpén, San Pedro de la Paz, Chiguayante, Penco e Hualqui. O ponto norte mais extremo de trânsito urbano é na povoação Ríos de Chile (La Huasca) de Lirquén, comuna de Penco. O ponto sul mais extremo é a área de Lomas Coloradas e San Pedro de la Costa em San Pedro de la Paz. O ponto oeste mais extremo é Las Canchas, na comuna de Talcahuano, e o extremo leste é o setor La República em Hualqui.
- Táxis.
- Ciclo-vias.
- Bio-vias.
- Transporte rural (Para Tomé, Lota e Coronel).

### Transporte rodoviário
- Terminal Ardea ou Collao (comuna de Concepción),
- Camilo Enríquez (comuna de Concepción),
- Jota Ewert (comuna de Concepción) e
- Félix Adán (comuna de Talcahuano).

### Transporte ferroviário

Logotipo do Biotrén.

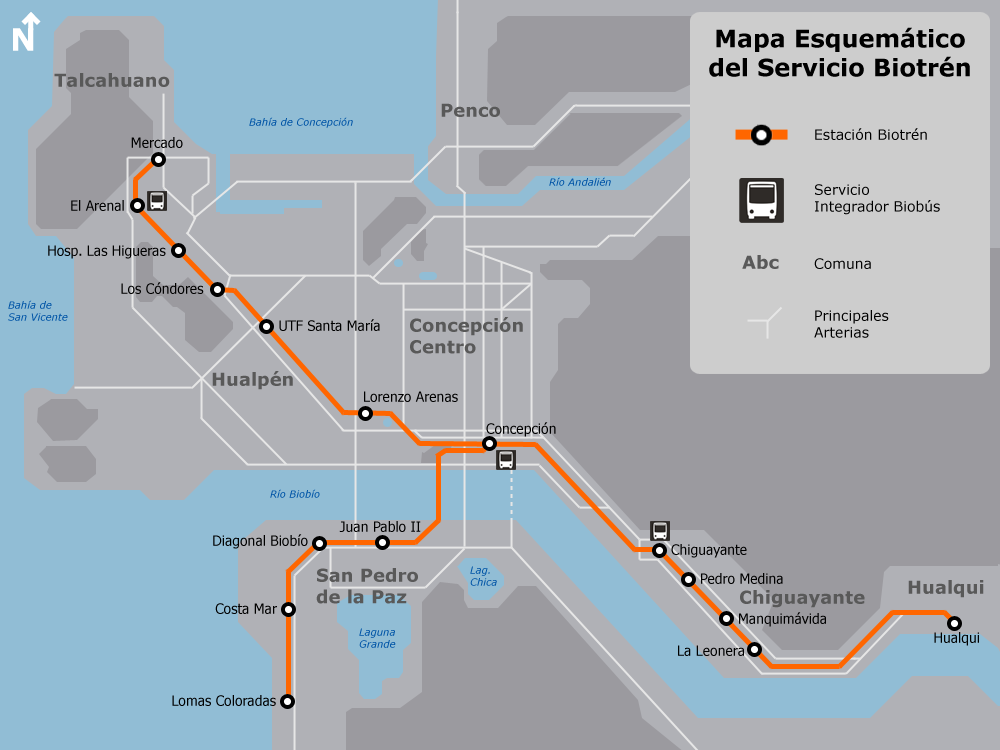
Mapa do Biotrém.

- Biotrén: Este trem suburbano percorre por sete comunas somente: Chiguayante, Concepción, Coronel, Hualpén, Hualqui, San Pedro de la Paz e Talcahuano.

### Transporte aéreo
- O Aeroporto Internacional Carriel Sur, localizado na cidade de Talcahuano.

## Turismo

### Chiguayante
- Museu Stom,
- Praça dos Poetas,
- Praça Las Castañas (As Castâneas).

### Concepción

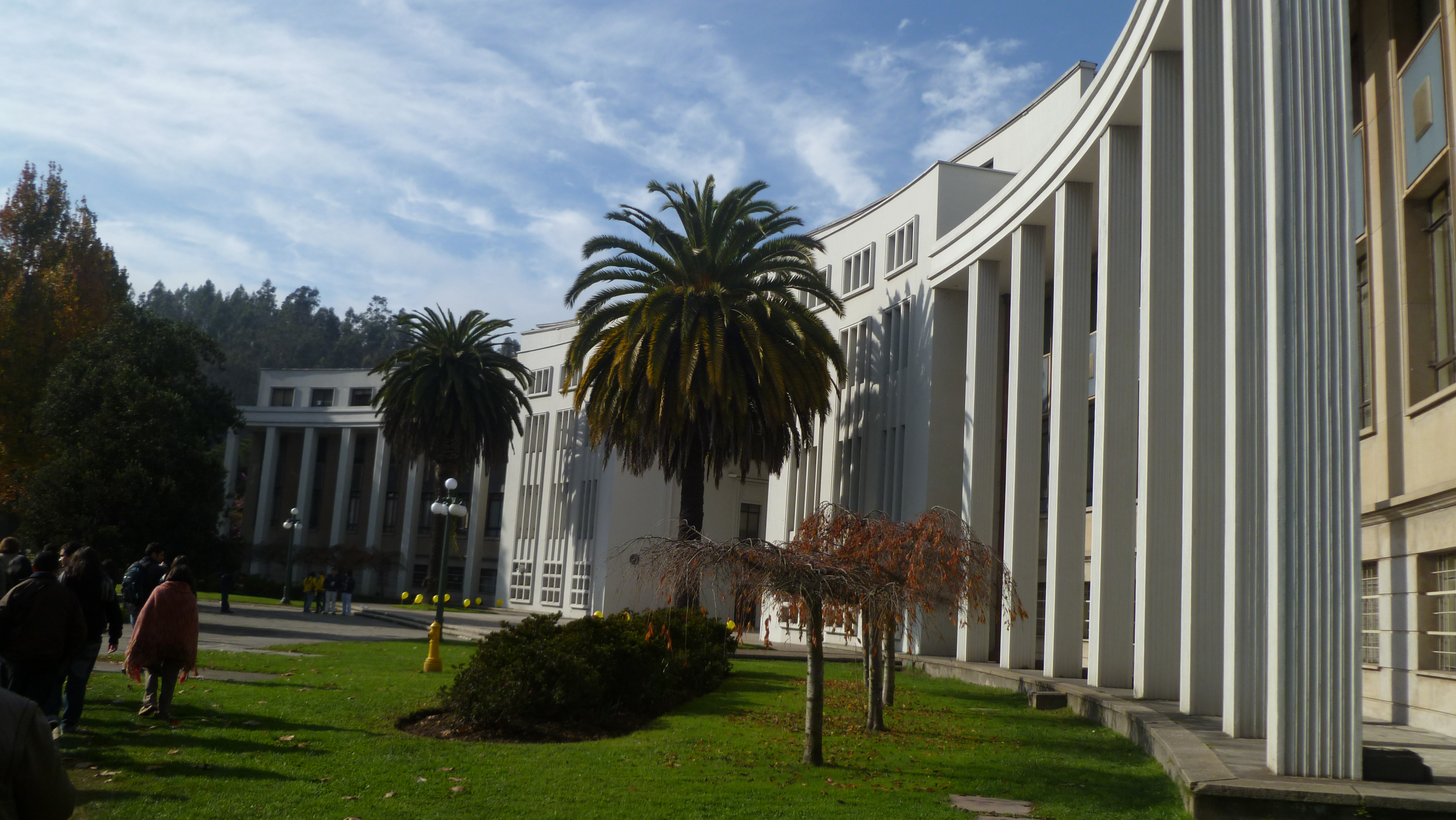
O Arco da Universidade de Concepción dá a boa-vinda à Cidade Universitária, em Concepción-centro

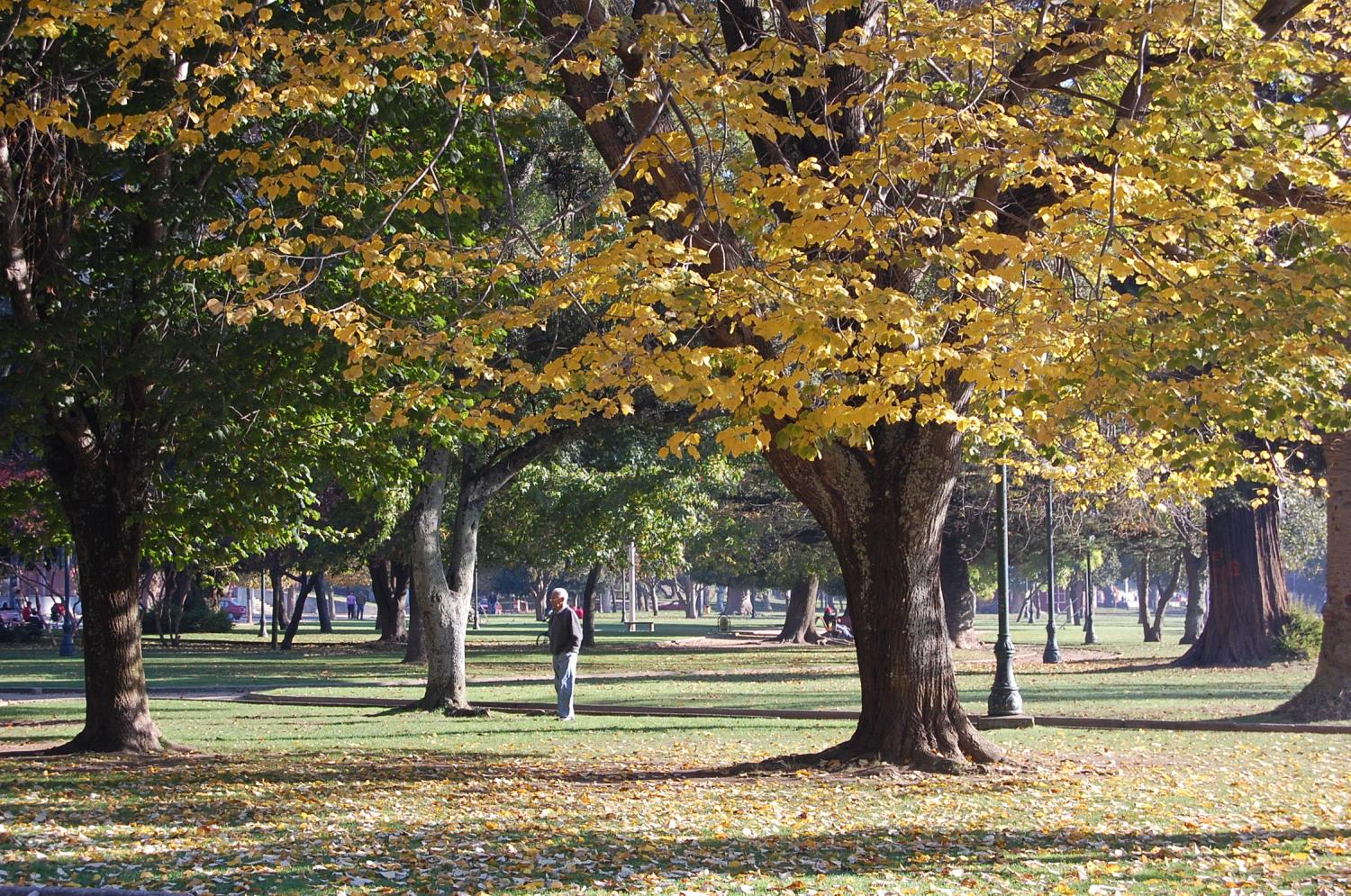
O Parque Ecuador, localizado nos pés do Morro Caracol, de Concepción-centro.

(Esta comuna da Grande Concepción é conhecida como a capital universitária do Chile, ou cidade universitária.)
- Campus da Universidade de Concepción,
- o Campanário da UdeC,
- a Casa da Arte da UdeC,
- o Arco Universidade de Concepción;
- Parque Equador,
- Morro Caracol;
- a Praça da Independência;
- a Praça Acevedo,
- Museu de História Natural de Concepción;
- o centro desta cidade junto com o seu Calçadão Alonso de Ercilla y Zúñiga;
- o Bairro Estação;
- a Peru Praça; e
- Parque Costaneira.

### Coronel
- Minas.
- CICAT,
- Praia Blanca (Branca),
- Lagoa La Posada,
- o Marco de Fronteira Galvarino,

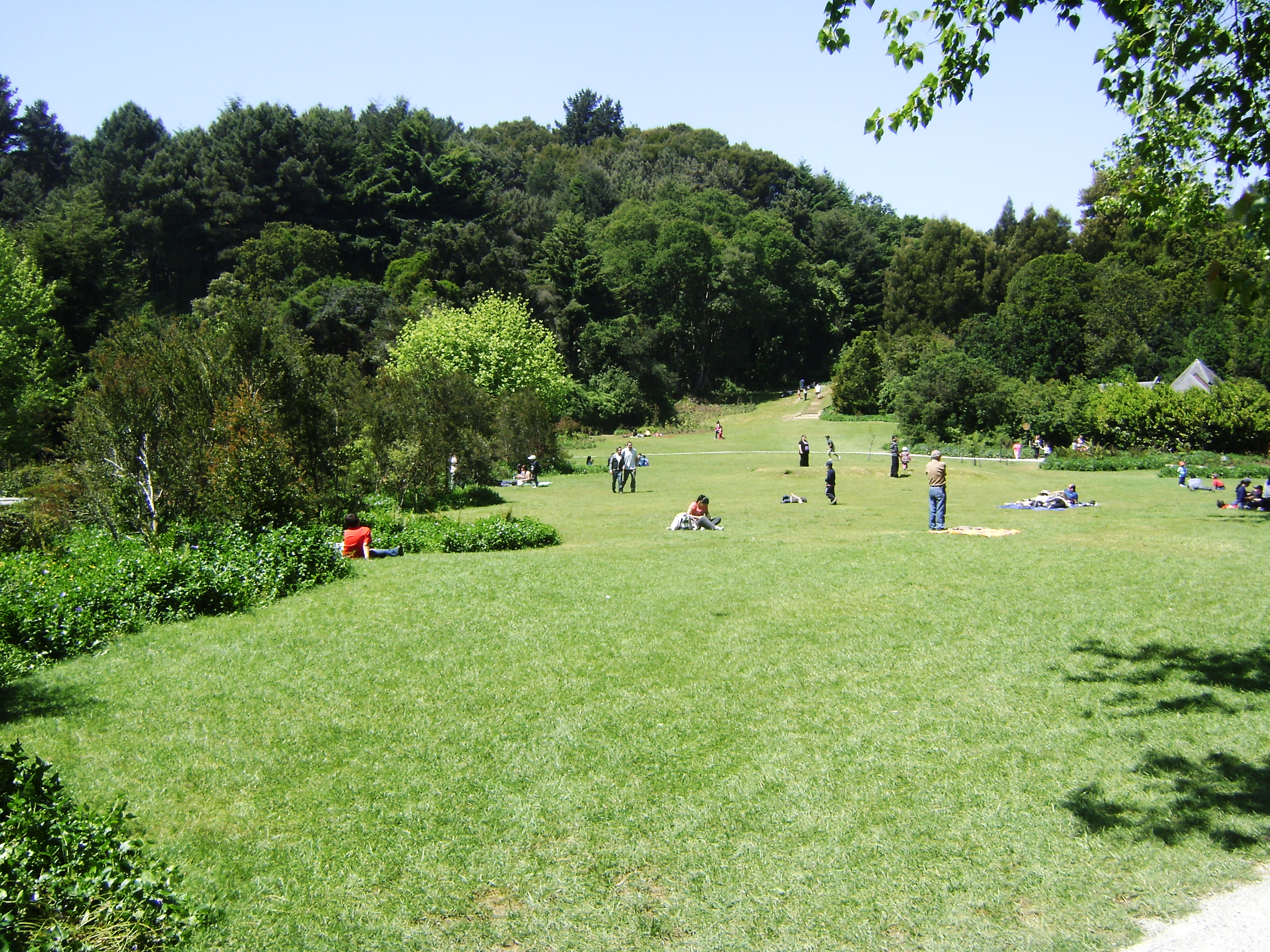
O Parque Educacional Jorge Alessandri, de Coronel.

- Arena Municipal Federico Schwager,
- Mercado de Coronel,
- El Golf (O Golfe),
- Parque Educacional Jorge Alessandri,
- Avenida Las Olas (As Ondas),
- Ilha Santa María.

### Hualpén

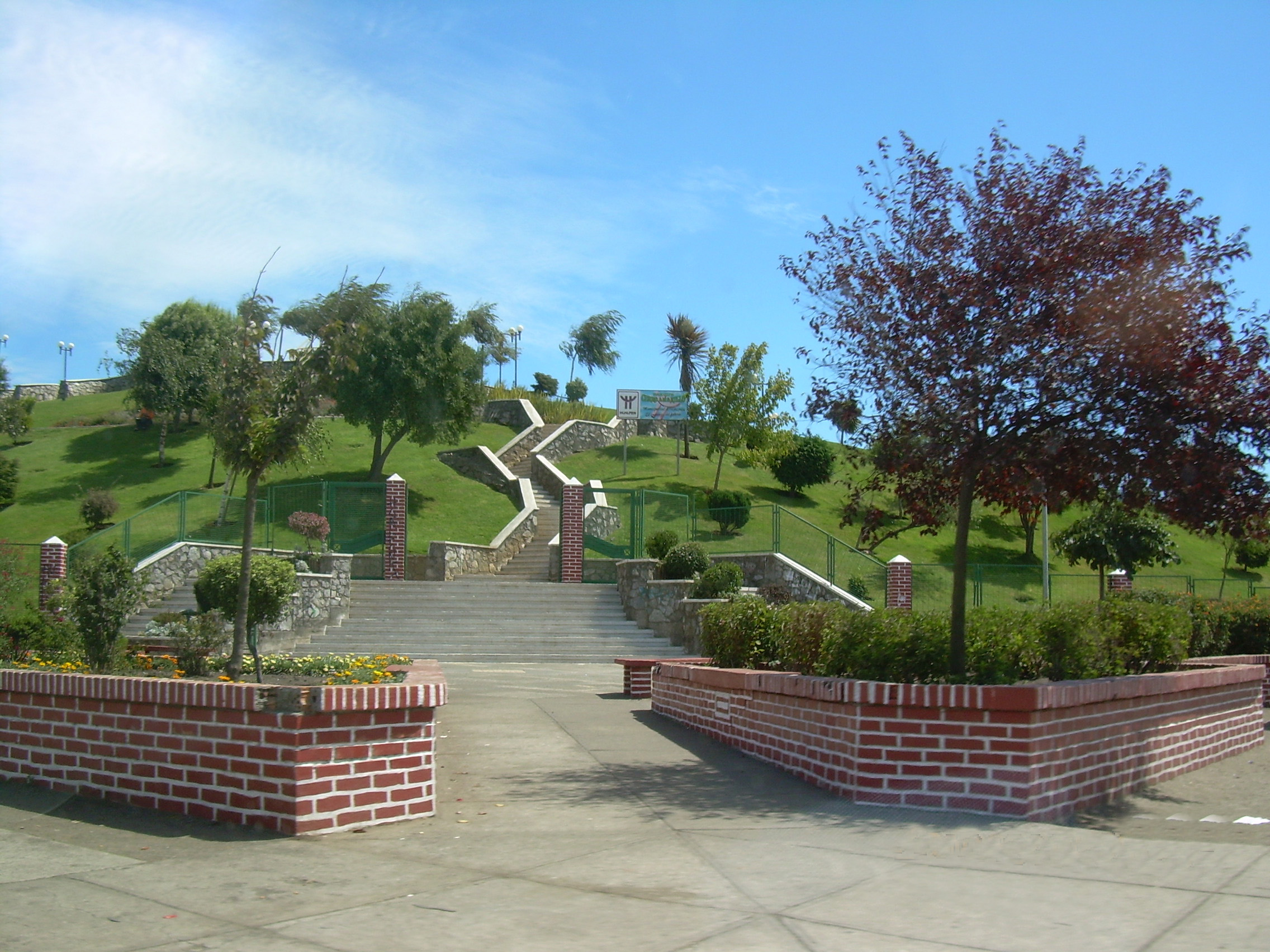
O Cerro Amarillo (Morro Amarelo) de Hualpén (canto de Finlandia com Avda. Alemania)

- Praia Ramuntcho,
- Caleta Lenga (A Lenga Enseada),
- Parque Pedro del Río Zañartu,
- Clube Hípico de Concepción,
- Morro Amarelo,
- foz do Rio Bío-Bío,
- Praia Rocoto.

### Hualqui

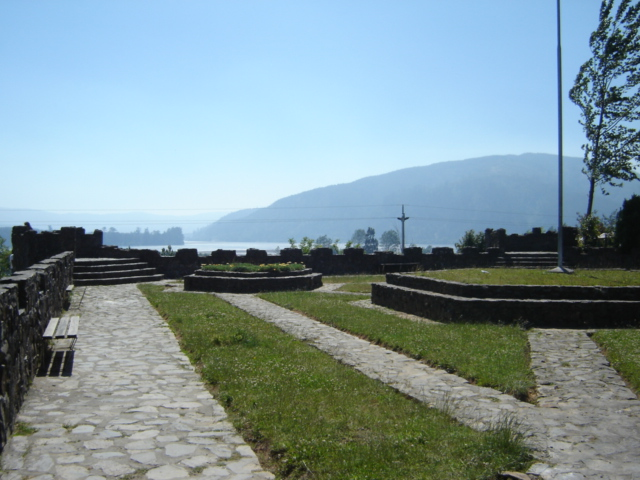
O Miradouro de Hualqui (velha fortaleza colonial), em Hualqui

- A Hualqui Praça de Armas,
- a Fortaleza de Hualqui,
- A Estação Ferroviária de Hualqui,
- Hualqui Piscinas,
- Quilacoya,
- Unihue,
- Talcamávida,
- Gomero.

### Lota
- Parque Isidora Cousiño,
- Chivilingo Usina Hidrelétrica,

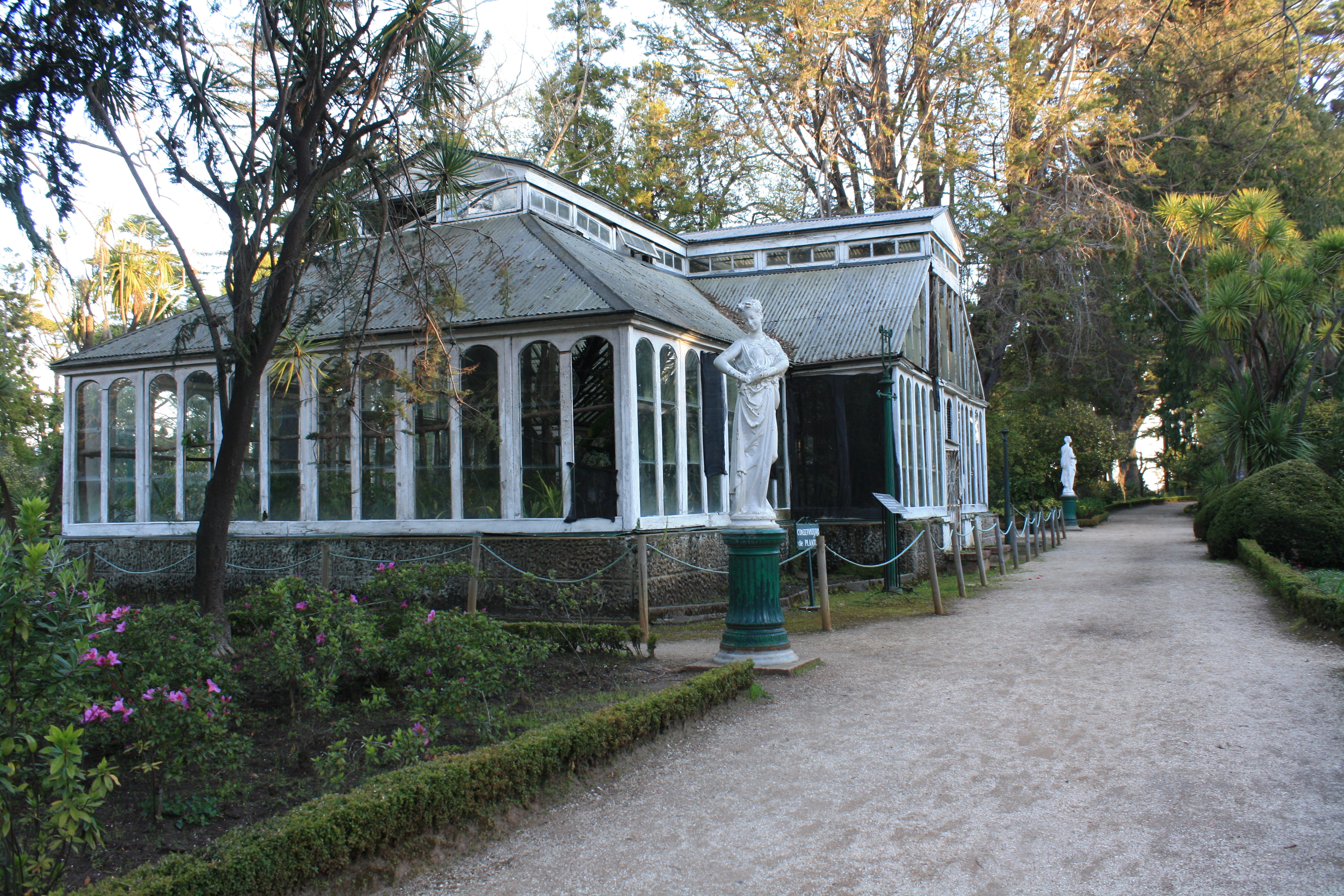
Parque Isidora Cousiño em 2012, em Louta.

- Pabellón 83 (Pavilhão Oitenta e Três),
- Feira Libre de Lota,
- A Apitante Mina do Diabo,
- Museu Histórico de Lota,
- Fortaleza de Colcura,
- A Baldomero Lillo Biblioteca Municipal.

### Penco
- Estádio Ex-Lozapenco,
- Praia Negra,
- Praia de Penco,
- Fortaleza La Planchada,
- Os Desbravadores Praça de Armas,
- Lirquén,
- o Porto de Lirquén,
- Praia Lirquén,
- Bairro Chinês,

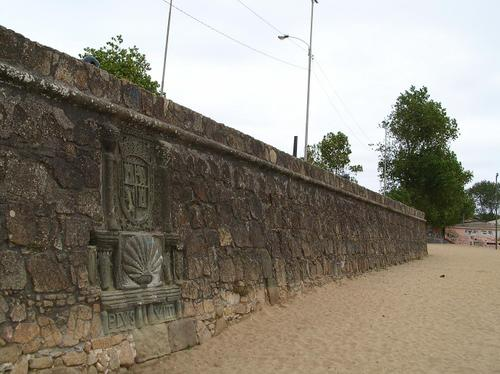
Fortaleza La Planchada na Praia de Penco, em Penco.

- By-Pass Penco (Penco caminho alternativo),
- Carnavais de verão: semana pencoa, e Festival da cholga certos moluscos.

### Talcahuano
- (Cidade marítima por excelência);
- Porto.
- Carnaval.
- Monitor Huáscar,
- Ilha Quiriquina,
- Base Naval de Talcahuano,
- Las Canchas,
- Porto de San Vicente,
- Enseada Tumbes,

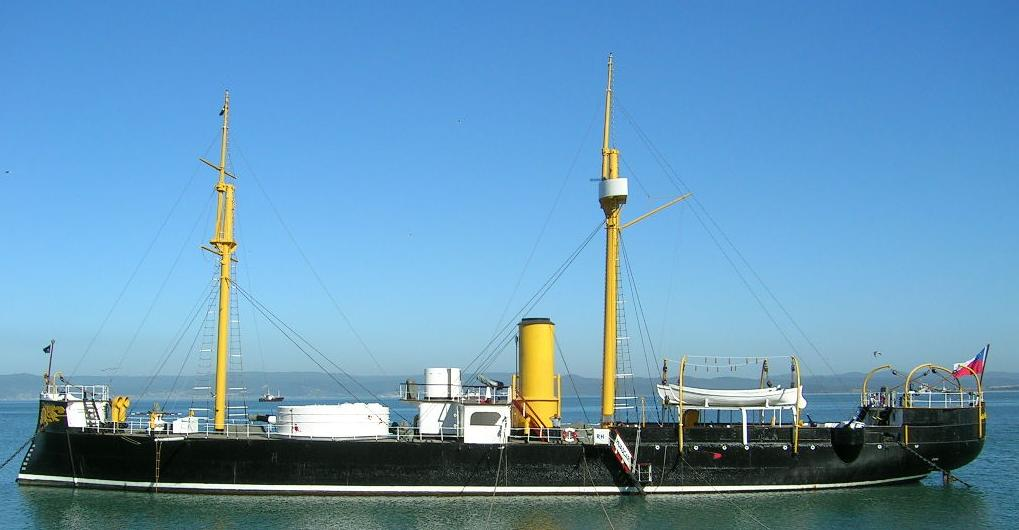
Monitor Huáscar, em Talcahuano.

- Coliseu Monumental La Tortuga (A Tartaruga),
- Casino Marina del Sol (A Marinha do Sol).

### Tomé
- Praia Bellavista,
- Punta de Parra,
- Spa El Morro,
- Cocholgüe,
- Coliumo,
- Dichato,
- Rafael,
- Balneario de Dichato,

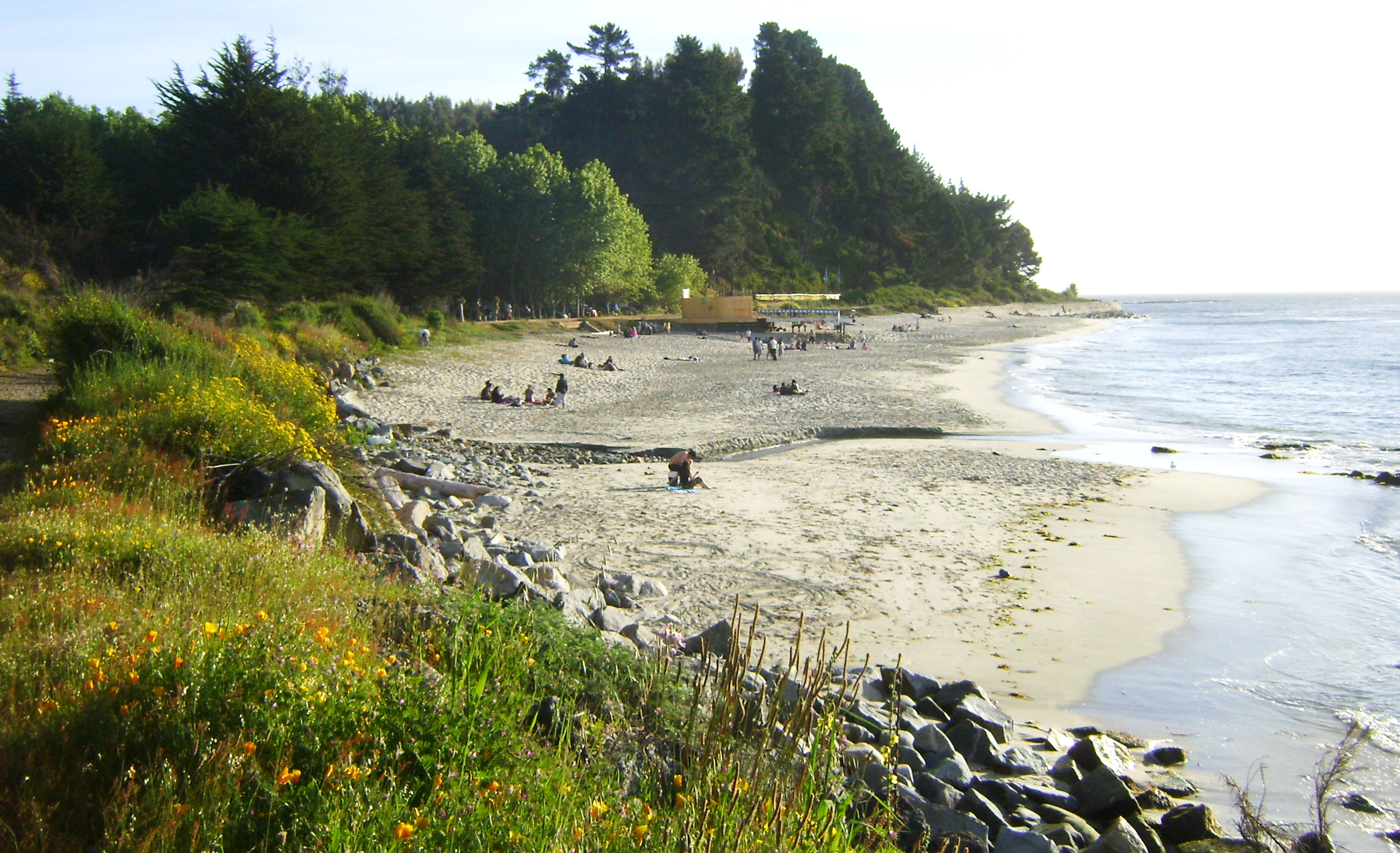
Punta de Parra, uma praia de Tomé.

- Pingueral, Puda, Merquiche e Purema;
- Carnavais de  verão: A Semana tomecina, A Semana dichatina (Dichato), A Semana rafaelina (Rafael) e A Semana Tomé-altina (Setor Tomé Alto).

### San Pedro de la Paz
- Laguna Grande (a lagoa grande),
- Parque Laguna Grande,
- Laguna Chica (a lagoa chica),

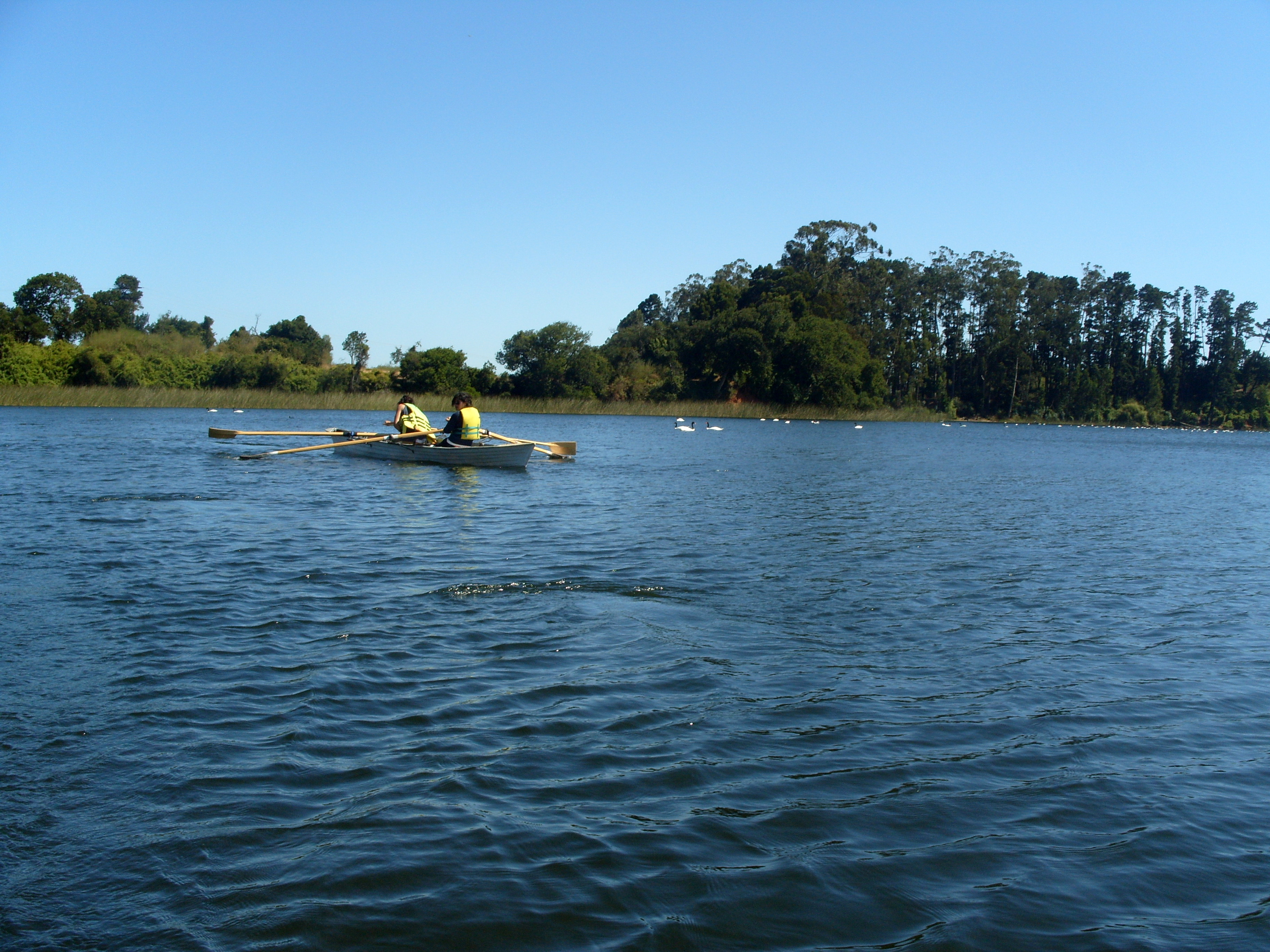
A Lagoa Grande (Laguna Grande), de San Pedro de la Paz.

- O Anfiteatro de San Pedro de la Paz,
- Santuário de Nuestra Señora de la Candelaria (Santuário de Nossa Senhora da Candelária).

## Mídia

### Rádio
FM (Frequência modulada)
| - 88.1 - Digital FM (FM Digital) - 88.5 - Radio Doña Inés FM (Dona Inês FM) - 89.5 - Top FM (FM Top) - 90.1 - Duna FM (FM Duna) - 90.9 - Radio Punto 7 (Ponto 7 Rádio) - 91.7 - Radio Carolina (Rádio Carolina) - 92.5 - Los 40 Principales (Os 40 Principais) - 93.1 - Rock & Pop (Rock and Pop) - 93.7 - Oceanía FM (FM Oceânia) - 94.1 - Radio El Carbón de Lota (Rádio O Carvão de Lota) - 94.5 - Radio Nuevo Tiempo (Rádio Novo Tempo) | - 95.1 - Radio Universidad de Concepción (Rádio Universidade de Concepción) - 96.1 - Corazón FM (FM Coração) - 96.7 - Radio Femenina (Rádio Feminina) - 97.3 - FM Tiempo (Tempo FM) - 98.1 - Radio Bío-Bío (Bio-Bio O Rádio) - 98.9 - El Conquistador FM (O Conquistador FM) - 99.5 - Radio Armonía (Rádio Harmonia) - 99.9 - Radio Pudahuel (Pudahuel Rádio) - 100.3 - Radio Florencia FM (Rádio FM Florência) - 101.1 - FM Dos (Dois FM) - 101.7 - Estilo FM (FM Estilo) | - 102.3 - Digital FM (FM Digital) - 102.9 - Romántica FM (FM Romântico) - 104.1 - ADN Radio Chile (DNA Rádio Chile) - 104.5 - Nonguén FM (FM Nonguén) - 104.9 - Radio Armonía (Rádio Harmonia) (só em Talcahuano) - 105.5 - Positiva FM (FM Positiva) - 106.5 - Radio Futuro (Rádio Futuro) - 107.1 - Radio Infinita (Rádio Infinita) - 107.5 - Radio Energía FM (FM Rádio Energia)(só em San Pedro de la Paz) - 107.5 - Radio Armonía (Rádio Harmonia) (só em Chiguayante) - 107.9 - Radio de Penco (Rádio de Penco) |

AM (Amplitude modulada)
| - 550 Radio Corporación de Concepción (Rádio Corporação de Concepción) - 590 Nueva Radio Caracol (Rádio Nova Caracol) - 620 Radio Bío-Bío de Concepción (Rádio Bio-Bio de Concepción) - 680 Radio Cooperativa (Cooperativa Rádio) - 820 UCSC Radio (UCSC Rádio) - 860 Radio Inés de Suárez (Rádio Inês Suárez) | - 890 Radio Interamericana (Rádio Inter-americana) - 1030 Radio Chilena de Concepción (Rádio Chilena de Concepción) - 1360 Radio UBB (Universidade do Bío-Bío) (Rádio UBB) - 1460 Radio Armonía de Concepción (Rádio Harmonia de Concepción) - 1480 Radio Amistad de Tomé (Rádio Amizade de Tomé) - 1600 Radio Llacolén (Rádio Llacolén) |

### Televisão aberta (UHF)
- 2 - Mega; (Mega).
- 4 - Televisión Nacional de Chile (TVN) - (inclui também a filial da Região: TVN Red Biobío); (Televisão Nacional do Chile).
- 5 - Canal 13, da Universidade Católica - (tem também a filial regional: Canal 13 Concepción); (Canal Treze).
- 7 - Chilevisión (CHV); (Chile-visão).
- 9 - Canal 9 Biobío Televisión (Biobío TV); (Canal Nove Bio-Bio Televisão).
- 11 - Televisión Universidad de Concepción (TVU); (Televisão Universidade de Concepción).
- 13 - La Red; (A Rede).
- 23 - Nuevo Tiempo (NT); (Novo Tempo)
- 33 - Televisión Nacional de Chile HD (TVN HD)- Sinal em alta definição, da TVN. (Só disponível para as comunas de Concepción e Talcahuano, com decodificador).[4]
- 35 - Más Canal 22; (Mais Canal 22).

Os canais 9 e 11 são pencopolitanos; os outros não, mas os seus sinais são recebidos a nível nacional, o que inclui à Pencópole, logicamente.

### Televisão a cabo
- TV8: da comuna de Concepción.
- NCC TV: da comuna de Tomé.
- TV+: Das comunas de San Pedro de la Paz, Coronel e Lota.

### Jornais
- Diario Concepción (Jornal Concepción). Comuna de origem: Concepción; difusão: Província de Concepción.
- El Hualpenino (O Ualpenino). Comuna de origem: Hualpén; difusão: Hualpén.
- El Sur (O Sul). Comuna de origem: Concepción - Hualpén; difusão: Quase toda a Região de Biobío.
- La Estrella de Concepción (A Estrela de Concepción). Comuna de origem: Concepción; difusão: Quase toda a Província de Concepción.